# ۱۷۱ (پیش از میلاد)
۱۷۱ (پیش از میلاد) ۱۷۱مین سال قبل از تقویم میلادی است.